# Port Aszkelon
Port Aszkelon (hebr. אשקלון נמל) (UN/LOCODE: ILAKL) – port morski położony przy  mieście Aszkelon, nad Morzem Śródziemnym, w odległości około 35 km na południe od Tel Awiwu.

## Historia
Oficjalne otworzenie portu odbyło się w 1968 roku. Port powstał przy elektrowni, w odległości około 2 km na południowy zachód od miasta Aszkelon. Operatorem portu zostało przedsiębiorstwo Eilat-Ashkelon Pipeline Company Ltd..

## Nawigacja
Kotwicowisko znajduje się w odległości 1-2 mili morskiej od brzegu. Podejście do portu jest od kierunku północno-zachodniego i jest możliwe jedynie w ciągu dnia. Przy wchodzeniu do portu obowiązuje korzystanie z pomocy pilota. W porcie są dostępne 2 holowniki.

## Struktura portu
Port Aszkelon jest terminalem naftowym, który posiada także nabrzeża przystosowane do rozładunku produktów masowych i innych towarów. Przy porcie znajdują się trzy zakotwiczone wielofunkcyjne boje przeznaczone do rozładunku tankowców. Jedna z tych boi to wydzielone miejsce do spalania gazu LPG. Paliwa są przetłaczane na brzeg poprzez zatopiony rurociąg. Maksymalna zdolność przetłaczania wynosi 6 500 m³/godz.. Rozładunek ropy naftowej odbywa się przy specjalnym molu (molo węglowe), w odległości 3,2 mili morskiej od brzegu. Zdolność przetłaczania ropy wynosi 7 500 m³/godz.. Zbiorniki w terminalu mogą pomieścić 1 500 000 m³ ropy naftowej:
| Nabrzeże nr  | Przeznaczenie         | Długość (m) | Głębokość (m) | Uwagi                                |
| ------------ | --------------------- | ----------- | ------------- | ------------------------------------ |
| 1            | tankowce              |             | 22,0          | zakotwiczona boja paliwa destylowane |
| 2            | tankowce              |             | 19,0          | zakotwiczona boja olej opałowy       |
| 3            | tankowce do 300 000 t |             | 30,0          | molo ropa naftowa                    |
| 4            | tankowce do 300 000 t |             | 30,0          | molo ropa naftowa                    |
| molo węglowe | masowce do 200 000 t  |             | 30,0          |                                      |

Terminal naftowy jest połączony z rurociągiem Aszkelon-Ejlat. Rurociągiem przesyłowym zarządza spółka Eilat Ashkelon Pipeline Co. Ltd. (EAPC).

## Komunikacja
Port posiada połączenie kolejowe Rakewet Jisra’el z całym krajem. Na wschód od portu przebiega droga ekspresowa nr 4  (Erez–Kefar Rosz ha-Nikra).